# Thijs Overpelt
Thijs Overpelt (Castricum, 27 november 2004) is een Nederlands musicalacteur en stemacteur.
Overpelt was een kandidaat in het zesde seizoen van The Voice Kids waar hij gecoacht werd door Ilse DeLange. Overpelt bereikte de finale.

## Nasynchronisatie
Hij vertolkte de stem van Miguel in de Nederlandstalige versie van de film Coco en ook de stem van Nemo in de Nederlandstalige versie van de film Finding Dory. Ook had hij een van de vele stemmen van Gumball in De Wonderlijke Wereld van Gumball. Sinds 2019 is hij de Nederlandse stem van Sprig Plantar, een van de twee hoofdrollen in de Disney animatieserie Amphibia. 
Andere rollen vertolkt door Overpelt (onder andere):
- Tijg (hoofdrol) in de NPO serie Leo en Tijg - 2018/2019
- Willy (hoofdrol) in de Studio100 serie Maya de Bij - 2019
- Willy (hoofdrol) in de Studio100 bioscoopfilm Maya 2: De Honingspelen - 2019
- Eric in de Nickelodeon serie NOOBIES - 2019/huidig
- Hiro (hoofdrol) in de DisneyXD serie Mini-Ninjas - 2019/huidig

## Theater
Overpelt speelde de hoofdrol in de musical Dummie de mummie in 2017. Eerder speelde hij al hoofdrollen in musicals als Waanzinnig gedroomd (2014) en Pinokkio de Sprookjesmusical (2015).

## Televisie
In 2017 werd Overpelt finalist in het RTL programma The Voice Kids. Hij zong onder andere liedjes als Wrecking Ball van Miley Cyrus, Hymn For The Weekend van Coldplay en The Greatest van Sia.